# キルヒ彗星
キルヒ彗星（英: Kirch's Comet）は、1680年から1681年にかけて現れた大彗星である。望遠鏡によって発見された最初の彗星であることや、アイザック・ニュートンがケプラーの法則を検証するために用いたことで知られている。彗星の命名規則に基づいた名前は C/1680 V1。この彗星は1680年にゴットフリート・キルヒによって発見され、17世紀で最も明るい彗星の1つとなった。キルヒ彗星は昼間でも見え、長い尾を引いていたので非常に注目された。1680年11月30日には地球から0.42 AU（6300万km）の所を通り、1680年12月18日には近日点に極めて近い0.0062 AU（93万km）の地点を通過しながら加速した。12月29日にはキルヒ彗星の輝きはピークを迎えた。彗星が最後に観察されたのは1681年3月19日である。2012年9月の時点では、彗星は太陽から約253 AU (3.8 × 1013 m) の地点にある。
1680年から1681年にゴットフリート・キルヒによってこの彗星が発見されたため、キルヒ彗星と名付けられているが、彗星の軌道を表したスペインのイエズス会の司祭であるエウセビオ・キノにも功績がある。メキシコへの旅路の準備が遅れている間に、キノは1680年にカディスでキルヒ彗星の観察を始めた。メキシコシティへの到着時に、彼はExposisión astronómica de el cometa（1681年、メキシコシティ）を発表した。キノのExposisión astronómicaはアメリカ大陸で欧州人によって発表された最古の科学論文の一つである。

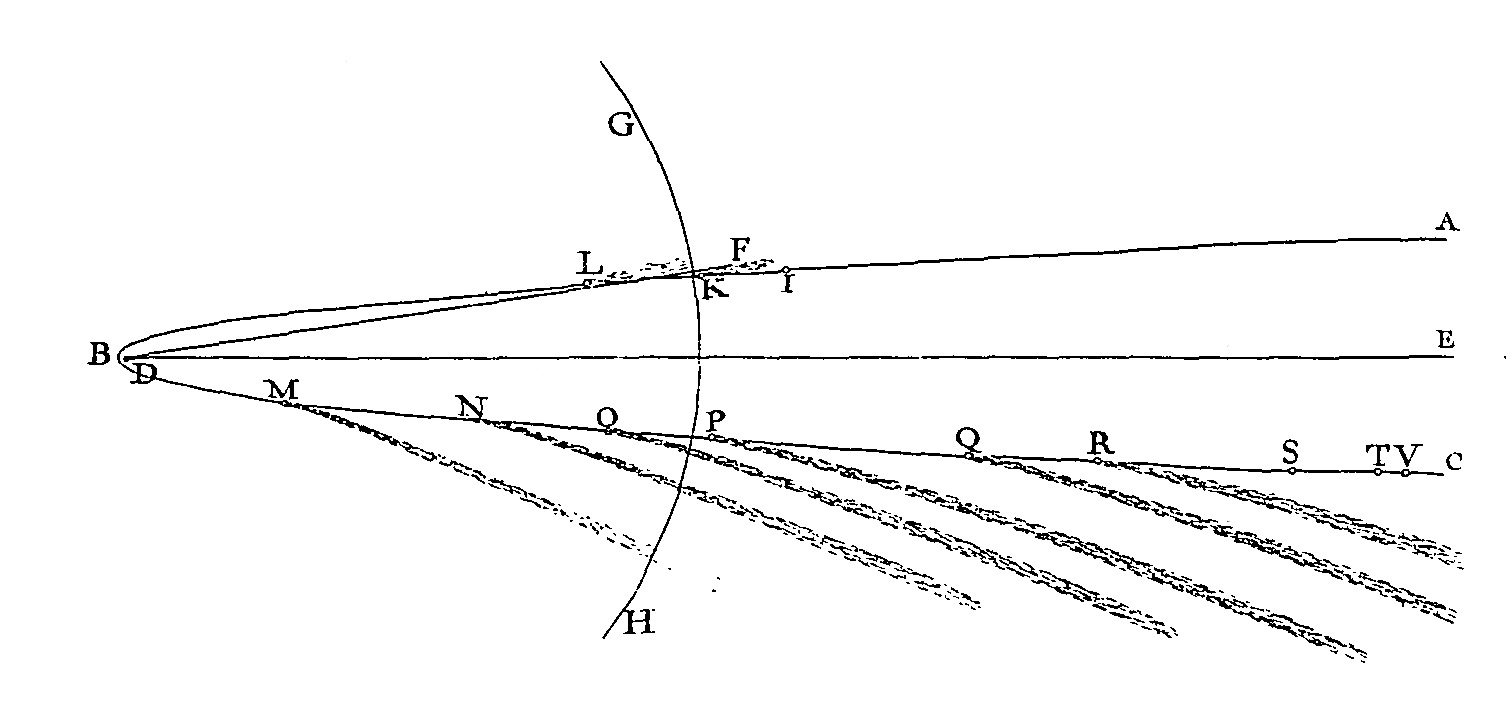
ニュートンのプリンキピアには、キルヒ彗星は放物線軌道と書かれている（実際は離心率が1よりわずかに小さく、楕円軌道である）。

この彗星はサングレーザーであったことは確実だが、クロイツ群ではなかったと考えられている。